# Radrennbahn Dorperhof

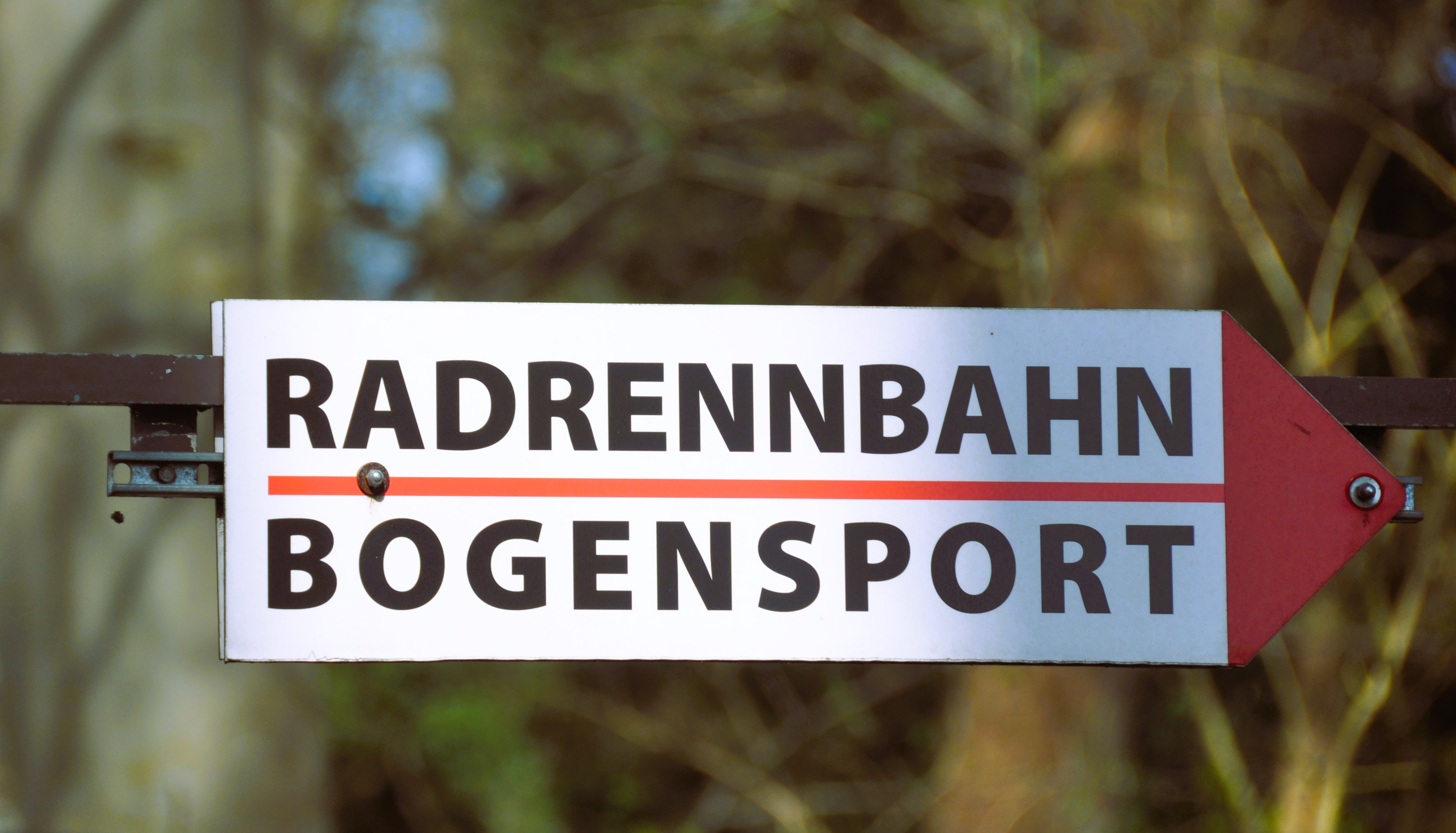
Schild zur Radrennbahn

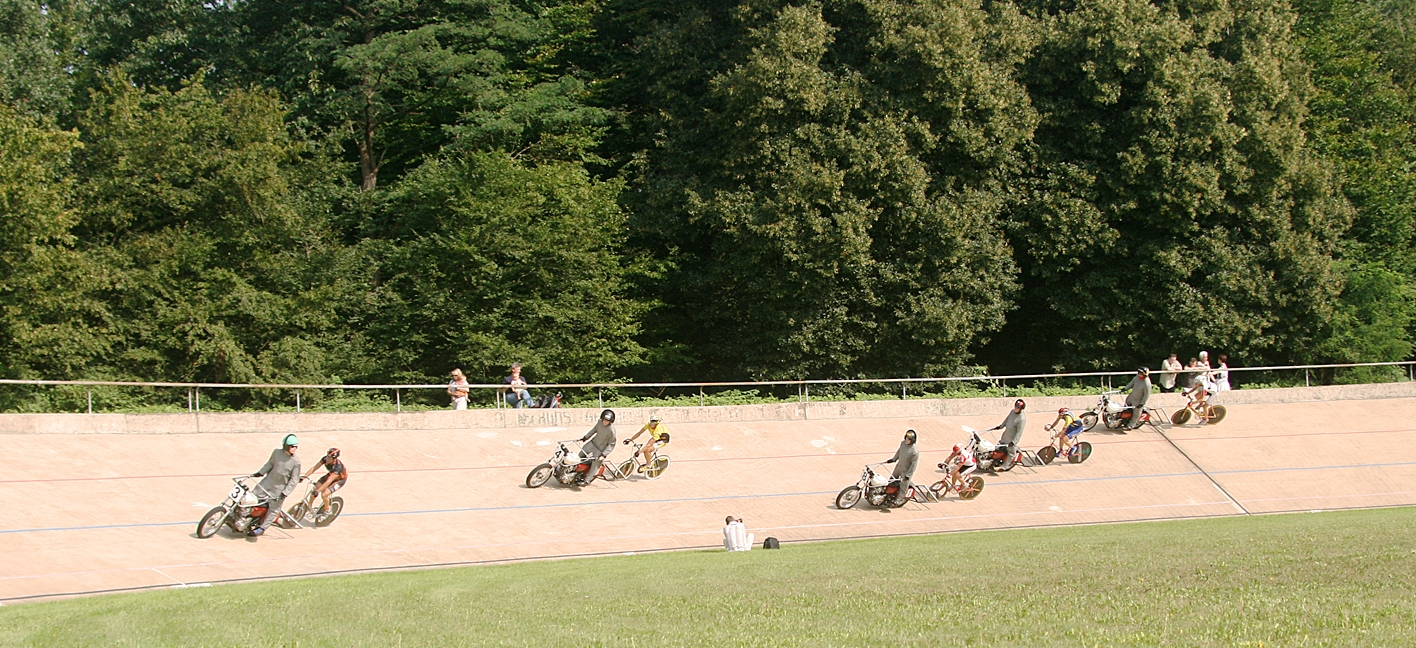
Steherrennen auf der Radrennbahn Dorperhof

Die Radrennbahn Dorperhof befindet sich in der nordrhein-westfälischen Stadt Solingen und dort im Wohnplatz Dorperhof.
Die Radrennbahn ist 384 Meter lang, aus Beton und offen. Erbaut wurde sie von 1947 bis 1948, in Eigenarbeit von den Mitgliedern des Vereins RC Schwalbe 03, zunächst als Aschenbahn. Initiator war der Unternehmer und Vereinsvorsitzende August Strathmann. Zu der Einweihungsveranstaltung am 13. Juli 1948 kamen rund 12.000 Zuschauer. 1950 wurde die heutige Zementbahn eröffnet, konzipiert von dem renommierten Münsteraner Radrennbahn-Architekten Clemens Schürmann. In den folgenden Jahren wurden auf der neuen Bahn vielbeachtete Länderkämpfe ausgerichtet. 1988, 1993 und 1996 fanden dort deutsche Bahn-Meisterschaften für den Nachwuchs statt. Jährlich werden Steherrennen veranstaltet; zudem ist die Bahn Leistungsstützpunkt des Landessportbundes NRW.
Der RC Schwalbe 03 Solingen ging in den WMTV Solingen (WMTV-Schwalben) im Jahr 2014 über. Aktuell wird die Radrennbahn vom Wuppertaler RC Musketier genutzt.